# Хининово дърво
Хининово дърво (Cinchona) е род от около 25 вида растения от семейство Брошови (Rubiaceae). Те са големи, вечнозелени храсти или малки дървета, достигащи 5 – 15(25) m височина. Листата му са прости, с широко елипсовидна до яйцевидна форма, целокрайни и с пересто жилкуване. Дълги са до 10 – 40 см. и са широки до 20 см. Цветовете са бели, розови или червени, събрани в съцветие метлица. Плодът е малка многосеменна, заострена в двата края кутийка.
В природата виреят от Колумбия до Боливия, във влажни гори по източните склонове на Андите, на височина 1500 – 3000 m над морското равнище.
Култивирано в плантации, хининовото дърво се отглежда в Индия, Индонезия и Шри Ланка. Кората му съдържа хининова и хининоподобна киселина, горчив глюкозид, захар, восъчни вещества, смоли, калциеви оксалати, танин, 20 алкалоида, като хинин, хинидин, цинхонин, цинхонидин и др.
През 1790 г. основоположникът на хомеопатията Самуел Ханеман приема хининова кора и развива симптомите на треската. Заключението му е, че средство, което у здрав човек предизвиква болестни симптоми, лекува у болния същите тези симптоми.
Приложение на хининовото дърво : Използва се кората (cortex Chinae) на всичките 25 вида на род Cinchona, която, обелена от дървото и изсушена, съдържа около 31 алкалоида със сходна структура и действие, по-важни от който са хинин, хинидин, цихонин, цинхонодин. Хининът е главният алкалоид, определящ лечебното действие на растението. Алкалоидното съдържание на растението е средно около 6%-7%, но може да достигне до 17% при някои сортове, с хинин до 12% и хинидин до 5%. Основното лечебно приложение на хинина е като специфично антималарийно средство. Освен това проявява антипиретично, антибактериално, противовъзпалително и болкоуспокояващо действие и се прилага при простудни заболявания, за възбуждане на апетита и общо стимулиране на организма.

## Видове
| - Cinchona antioquiae L.Andersson (1998). - Cinchona asperifolia Wedd. (1848). - Cinchona barbacoensis H.Karst. (1860). - Cinchona × boliviana Wedd. (1848). - Cinchona calisaya Wedd. (1848). - Cinchona capuli L.Andersson (1994). - Cinchona fruticosa L.Andersson (1998). - Cinchona glandulifera Ruiz & Pav. (1802). - Cinchona hirsuta Ruiz & Pav. (1799). - Cinchona krauseana L.Andersson (1998). - Cinchona lancifolia Mutis (1793). - Cinchona lucumifolia Pav. ex Lindl. (1838). | - Cinchona macrocalyx Pav. ex DC. (1829). - Cinchona micrantha Ruiz & Pav. (1799). - Cinchona mutisii Lamb. (1821). - Cinchona nitida Ruiz & Pav. (1799). - Cinchona officinalis L. (1753). - Cinchona parabolica Pav. in J.E.Howard (1859). - Cinchona pitayensis (Wedd.) Wedd. (1849). - Cinchona pubescens Vahl (1790): Хининово дърво. - Cinchona pyrifolia L.Andersson (1998). - Cinchona rugosa Pav. in J.E.Howard (1859). - Cinchona scrobiculata Humb. & Bonpl. (1808). - Cinchona villosa Pav. ex Lindl. (1838). |